# Liberalia Mons
Il Liberalia Mons è una struttura geologica della superficie di Cerere.